# Растровый графический редактор
Растровый графический редактор — специализированная программа, предназначенная для создания и обработки растровых изображений, то есть графики, которая в память компьютера записывается как набор точек, а не как совокупность формул геометрических фигур. Подобные программные продукты нашли широкое применение в обработке цифровых фотографий и применяются в работе художников-иллюстраторов, при подготовке изображений к печати типографским способом или на фотобумаге, публикации в интернете.
Растровые графические редакторы позволяют пользователю рисовать и редактировать изображения на экране компьютера, а также сохранять их в различных растровых форматах, таких как, например, JPEG и TIFF, позволяющих хранить растровую графику с незначительным снижением качества за счёт использования алгоритмов сжатия с потерями, PNG и GIF, поддерживающими хорошее сжатие без потерь, и BMP, также поддерживающем сжатие (RLE), но в общем случае представляющем собой несжатое «попиксельное» описание изображения.
В противоположность векторным редакторам, растровые используют для представления изображений матрицу окрашенных точек (bit map). Большинство современных растровых редакторов содержат векторные инструменты редактирования в качестве вспомогательных, но сохраняют изображения только в растровых форматах.